# Patricia the stripper
Patricia the stripper is de vierde single van Chris de Burgh. Het is de tweede afkomstig van tweede studioalbum Spanish train and other stories.
Patricia the stripper speelt zich af 1924, wanneer de stripteasedanseres wordt opgepakt door de politie. Ze wordt echter vrijgesproken, ze was alleen te zien in haar werkkleding. Old friend gaat over oude vriendschap en voor elkaar klaar staan.